# Самотуги
Самоту́ги — село в Україні, у Корюківській міській громаді Корюківського району Чернігівської області. Населення становить 115 осіб. До 2016 орган місцевого самоврядування — Сядринська сільська рада.

## Географія
Село розташоване на річці Убідь за 20 км від районного центру і залізничної станції Корюківка та за 22 км від селищної ради. Висота над рівнем моря — 147 м.

## Історія
У Національній книзі пам'яті жертв Голодомору 1932—1933 років в Україні перелічено 3-х мешканців села, які померли від голоду.
12 червня 2020 року, відповідно до розпорядження Кабінету Міністрів України № 730-р «Про визначення адміністративних центрів та затвердження територій територіальних громад Чернігівської області», увійшло до складу Корюківської міської громади.
19 липня 2020 року, в результаті адміністративно-територіальної реформи та ліквідації колишнього Корюківського району, село увійшло до складу новоутвореного Корюківського району.

## Відомі люди
- Білий Данило Микитович  — радянський військовик, Герой Радянського Союзу (1943)[8].